# Alan Gilzean
Alan John Gilzean (Coupar Angus, Perthshire, 22 de octubre de 1938-8 de julio de 2018) fue un jugador y entrenador de fútbol profesional escocés, activo en las décadas de los sesenta y setenta. 

## Biografía
Gran parte de su carrera la desarrolló en el Dundee y el Tottenham Hotspur. Con el equipo escocés ganó un título liguero en la temporada 1961-62, mientras que con el inglés se alzó campeón de la FA Cup en 1967, de la Copa de la Liga en 1971 y 1973 y de la Copa de la UEFA en la temporada 1971-72. Asimismo, fue internacional con la selección de su país en veintidós ocasiones. Tras su retirada de los terrenos de juego, entrenó al Stevenage Athletic durante una temporada.
Falleció el 8 de julio de 2018, a los 79 años de edad, después de haberle sido diagnosticado un tumor cerebral.

## Trayectoria
| Club                          | País       | Temporadas | Partidos | Goles |
| ----------------------------- | ---------- | ---------- | -------- | ----- |
| Dundee Violet F. C.           | Escocia    | 1955-1957  | —        | —     |
| Dundee F. C.                  | Escocia    | 1957-1964  | 190      | 169   |
| Aldershot Town F. C. (cedido) | Inglaterra | 1959       | 0        | 0     |
| Tottenham Hotspur F. C.       | Inglaterra | 1964-1974  | 343      | 133   |
| Highlands Park F. C.          | Sudáfrica  | 1974-1975  | —        | —     |

### Citas
1. 1 2 3 4  «Fallece Alan Gilzean». UEFA. 8 de julio de 2018. Consultado el 8 de julio de 2018.

- Datos: Q922804